# Barva na vlasy

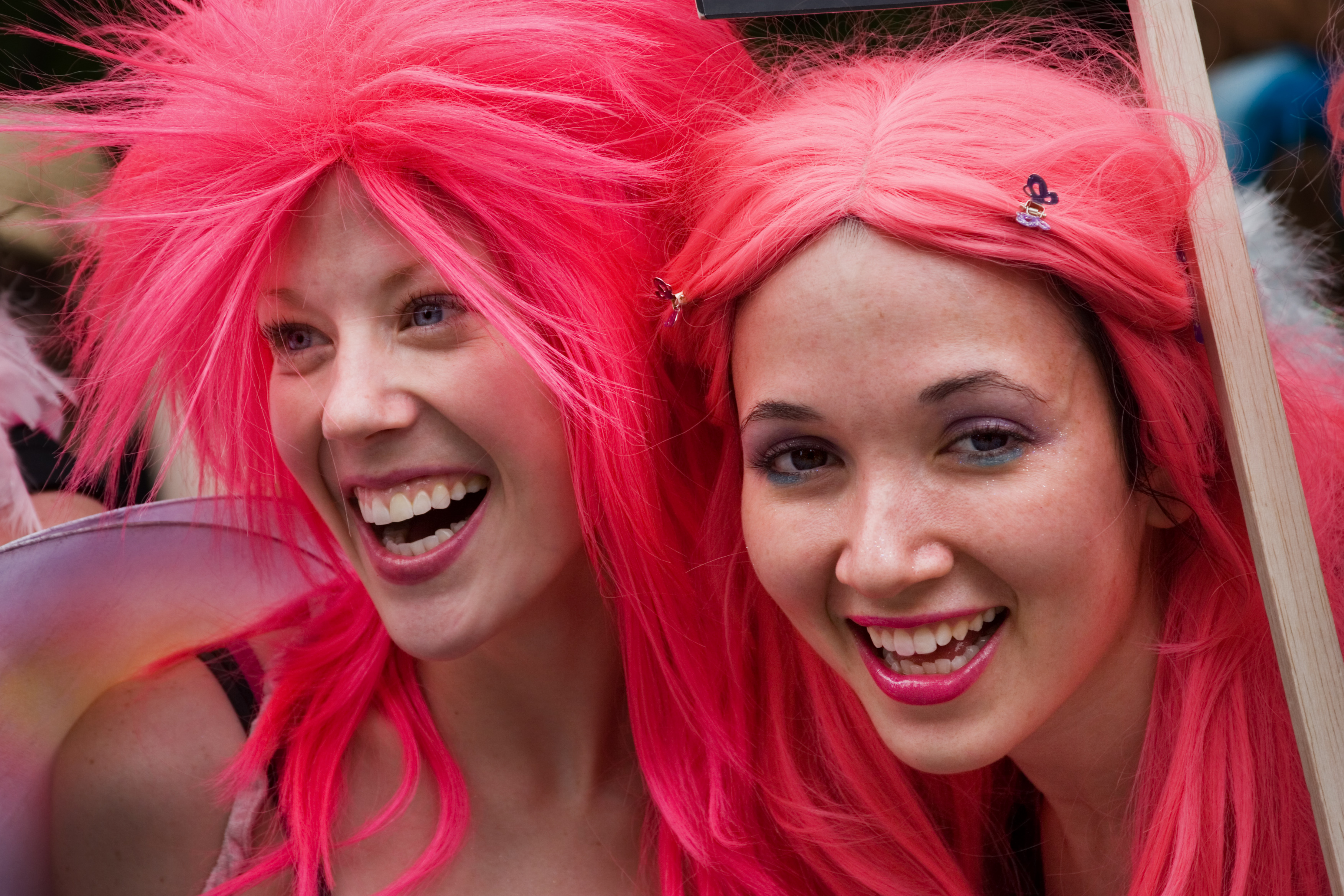
Dívky s obarvenými vlasy

Barva na vlasy slouží ke změně přírodní barvy vlasů . Popularitu určitých odstínů udávají módní trendy a barva je také často využívaná k zakrytí šedivých vlasů. Barva se skládá z vyvíječe a barvícího krému. Může být permanentní (trvalá) nebo postupně smývatelná. Postupně smývatelná barva obvykle vydrží 24-28 umytí nebo 6-8 umytí, dle druhu barvy.

## Postup při barvení
Vlasy si je možné nechat obarvit v kadeřnickém salonu nebo je lze obarvit i samostatně v domácím prostředí. Při barvení se používá kartáček učený přímo k barvení vlasů, ale lze i využít kartáček na zuby nebo si barvu nanést pouze rukama. Při barvení se používají rukavice, které jsou obvykle součástí balení a zabraňují nechtěnému ušpinění rukou. Před každým barvením by se měl provádět kožní test, na který je upozorňováno v příbalovém letáku. Je možné barvit celé nebo odrostlé vlasy.

### Barvení šamponem

#### Šampon na 6-8 umytí
Při barvení šamponem, který vydrží až 8 umytí, se vlasy obvykle před nanesením barvy umyjí a vysuší ručníkem. Barvicí šampon na vlasy se nanese dle instrukcí v příbalovém letáku, poté se nechá působit a barva se opláchne čistou vodou, na vlasy se nanese šampon, vlasy se opláchnou vodou a nanese se kondicionér, který se následně opláchne. Vlasy se musí mýt do té doby, dokud neteče pouze čirá voda. Přesný postup barvení, upozornění a doba působení barvy je uvedena v příbalovém letáku a může se lišit v závislosti na výrobci a je nutné si jej vždy prostudovat, aby nedošlo k poškození vlasů.

#### Šampon na 24-28 umytí
Při barvení šamponem, který vydrží až 28 umytí se vlasy obvykle lehce navlhčí, smíchá se barvicí krém s vyvíječem a směs se důkladně promíchá. Vzniklá směs se nanese na vlasy a nechá se působit po potřebnou dobu, která je uvedena v příbalovém letáku. Vlasy se poté umyjí čistou vodou, nanese se na ně šampon a následně se opláchne. Nakonec se nanese kondicionér (případně vyživující masku, pokud je součástí balení) a vlasy se oplachují do té doby, dokud nebude voda naprosto čirá. Přesný postup barvení, upozornění a doba působení barvy je uvedena v příbalovém letáku a může se lišit v závislosti na výrobci a je nutné si jej vždy prostudovat, aby nedošlo k poškození vlasů.

### Barvení permanentní barvou
Vlasy by neměly být myty 24-48 hodin před aplikací barvy. Do misky se dá vyvíječ a barvicí krém a směs se důkladně promíchá. Na vlasy se nanese směs a nechá se působit potřebnou dobu a poté se důkladně opláchne vodou, na vlasy se nanese šampon, který se důkladně smyje vodou a nakonec se do vlasů dá kondicionér (případně vyživující maska, pokud je obsažena v balení) a vlasy se myjí vodou do doby, dokud není voda čirá. Přesný postup barvení, upozornění a doba působení barvy je uvedena v příbalovém letáku a může se lišit v závislosti na výrobci a je nutné si jej vždy prostudovat, aby nedošlo k poškození vlasů.

### Barvení odrostlých vlasů

#### Šampon na 24-28 umytí
Vyvíječ a barvicí krém se důkladně promíchají. Vzniklá směs se nanese pouze do odrostlých vlasů a nechá 15 minut působit (v závislosti na odstínu barvicího šamponu se může doba působení měnit). Poté se po celé délce vlasů rovnoměrně nanese zbytek barvicího šamponu, který se nechá působit 10 minut (v závislosti na odstínu se může doba měnit). Následně se barvicí šampon opláchne čistou vodou, do vlasů se nanese šampon, který se důkladně smyje z vlasů a nakonec se do vlasů nanese kondicionér (případně vyživující maska) a vlasy se umývají do té doby, než bude voda čirá. Přesný postup barvení, upozornění a doba působení barvy jsou uvedeny v příbalovém letáku a mohou se u jednotlivých výrobků lišit. Příbalový leták je nutné vždy prostudovat, aby nedošlo k poškození vlasů.

#### Permanentní barva
Do suchých odrostlých vlasů se nanese směs z vyvíječe a barvicího krému a nechá se působit 20 minut (doba působení se může měnit v závislosti na odstínu a výrobci barvy). Po uplynutí doby, kdy barva působí se směs rovnoměrně rozčeše hřebenem (v oblasti odrostlých vlasů) a nechá se působit dalších 10 minut (u různých odstínů se doba působení může měnit). Přesný postup barvení, upozornění a doba působení barvy je uvedena v příbalovém letáku a může se lišit v závislosti na výrobci a je nutné si jej vždy prostudovat, aby nedošlo k poškození vlasů.

## Odstíny
Odstíny barev na vlasy jsou velmi různorodé. Pohybují se od přirozeně se vyskytujících barev až po ty velmi netradiční (zelená, růžová…) Mezi klasické používané barvy se řadí odstíny blonďaté, kde může nalézt opravdu širokou škálu odstínů. Od velmi světlé stříbřité blond, ledové blond, plavých, karamelových i pískových tónů až barvy na pomezí tmavé blond a světle hnědé. Množství hnědých odstínů je velké. Od světle a středně hnědé, čokoládové, kakaové, nugátové až po velmi tmavé hnědé odstíny. K sehnání jsou i některé odstíny zrzavé a ve většině případech lze zrzavou barvu sehnat pod názvem měděná. Mezi běžně se prodávající odstíny se řadí i tóny černé. K sehnání je černá, modročerná, červenočerná a hnědočerná barva. V posledních letech je stále velmi populární barva červená. Červenofialová, rubínově, ohnivě, granátově i intenzivně červená barva. Populární se stal také trend ombré, kdy jsou vlasy postupnými barevnými přechody zesvětleny nebo naopak ztmaveny.

## Zesvětlovače
Při snaze zesvětlit stávající barvu vlasů se využívají zesvětlovače na vlasy, které dokáží zesvětlit barvu o několik odstínů. Jejich nevýhodou je to, že vlasy mohou po zesvětlení chytnout nažloutlé odstíny.

## Melíry
Melír je technika barvení vlasů, kdy se barví jen některé prameny.